# Florian Beqiri
Florian Beqiri, mer känd som Floriani eller Floriani i Vogël, född 11 februari 2000 i Skopje, är en albansk sångare. 
Beqiri föddes i Makedoniens huvudstad Skopje 2000. Han blev känd för allmänheten 2012 då han tillsammans med den albansk-makedonske sångaren Adrian Gaxha deltog i Kënga Magjike 2012 med låten "Ngjyra e kuqe". I tävlingen fick de 551 poäng och slutade 7:a. De tilldelades även internetpriset. Låten blev den då mest sedda albanska musikvideon på Youtube. Våren 2013 släppte de låten "Kjo zemër" som även den blev framgångsrik. I december 2013 släppte Beqiri och Gaxha sin tredje singel, "Welcome to Pristina".

## Diskografi

### Singlar
- 2012 – "Ngjyra e kuqe"
- 2012 – "Xhamadani Vija Vija"
- 2013 – "Kjo zemër"
- 2013 – "Welcome to Pristina"
- 2014 – "Oj Ti Qike"
- 2015 – "Nena ime"
- 2016 – "Eja"
- 2016 – "Hey Zemer"
- 2017 – "Helem"